# بيلاروسيا في الألعاب الأولمبية
بيلاروسيا في الألعاب الأولمبية الألعاب الأولمبية مهمة في الثقافة البيلاروسية، تقوم اللجنة الأولمبية البيلاروسية بإدارة شؤون مشاركة بيلاروسيا في الألعاب الأولمبية، مشاركة الرياضيين البيلاروسيين في الألعاب الأولمبية كانت في البداية مع فريق روسيا القيصرية وثم الإتحاد السوفييتي وثم في الفريق الموحد في دورة 1992 في برشلونة في إسبانيا، مشاركة روسيا البيضاء الأولى الرسمية في الألعاب الأولمبية الصيفية كانت في دورة 1996 في أتالانتا في الولايات المتحدة، عادةً ما كانت تحتل روسيا البيضاء المراكز ال30 الأولى في كل دورة، أفضل إنجاز لها كان في دورة 2008 في بكين عاصمة الصين بعد أن فازت 19 ميدالية منها 4 ذهبية لتحتل المركز ال16 في ترتيب جدول الميداليات في تلك الدورة وبمشاركة 181 رياضي منها في تلك الدورة، أكثر الرياضات التي نافست فيها روسيا البيضاء هي ألعاب القوى والتجديف ورفع الأثقال والجمباز.
في الألعاب الأولمبية الشتوية شاركت روسيا البيضاء أول مرة في دورة 1994 في ليلهامر في النرويج، وأفضل مركز إحتلته روسيا البيضاء كان في دورة 2014 في سوتشي في روسيا بعد أن فازت ب5 ميداليات ذهبية وميدالية برونزية لتنهي الدورة في المركز الثامن في ترتيب الدول الفائزة في الميداليات، حيث نافست بالقوة في بياثلون.
أبرز الأبطال الأولمبيين من روسيا البيضاء هي لاعبة كرة المضرب فيكتوريا أزارينكا ومتسابقة البياثلون إيلينا خروستاليفا.